# Aurora do Tocantins
Aurora do Tocantins là một đô thị thuộc bang Tocantins, Brasil. Đô thị này có diện tích 752,826 km², dân số năm 2007 là 3385 người, mật độ 4,5 người/km².